# 도키와촌 (아이치현 누카타군)
도키와촌(常磐村)은 아이치현 누카타군에 설치되었던 촌이다. 현재의 오카자키시 북동부에 해당한다.